# Бизо, Франсуа
Франсуа́ Бизо́ (фр. François Bizot; 8 февраля 1940, Нанси) — французский антрополог, мемуарист, единственный иностранец, переживший геноцид в Камбодже. Известен как автор бестселлера «Врата» (2000), экранизированного в 2014 году. Почетный профессор Французского института Дальнего Востока, руководитель по исследованиям в Практической школе высших исследований. 
Лауреат литературной премии Двух маго (2001).

## Биография
Франсуа Бизо родился 8 февраля 1940 года в Нанси, Франция. Проходил срочную службу в Алжире. Переехал в Камбоджу в 1965 году, где изучал буддистскую культуру. Много путешествовал по стране, изучал традиции и обычаи местного населения. Помимо французского свободно владел кхмерским и английским языками, был женат на камбоджийке, от которой имел дочь Хелене (род. 1968). Когда вьетнамская война перекинулась на территорию Камбоджи, Бизо работал в Бюро по сохранению Ангкора, где занимался восстановлением керамики и бронзы. 

Бизо открыто приветствовал американскую интервенцию, которая по его мнению могла остановить растущее влияние коммунистов. В своих мемуарах он писал: 
Однако их [американцев] безответственность, непростительная наивность и даже цинизм, часто вызывали у меня большую ярость и возмущение, чем ложь коммунистов. На протяжении всей войны, как я отчаянно пытался отыскать старые рукописи, хранившиеся настоятелями монастырей в лакированных сундуках, я был свидетелем полного равнодушия американцев к реалиям Камбоджи.

## В плену Красных Кхмеров
В октябре 1971 года Бизо и двое его камбоджийских коллег были захвачены в плен Красными Кхмерами. Бизо обвинялся в шпионаже в пользу ЦРУ и удерживался полпотовцами в центре дознания M-13 в Анлонгвэнге. Там он познакомился с начальником центра, известным как товарищ Дуть, впоследствии ставшим начальником тюрьмы безопасности S-21 в Пномпене. Во время заключения Бизо осознал подлинные цели Красных Кхмеров задолго до мировой общественности. 
Дуть смог убедить руководство Красных Кхмеров в его невиновности, и в декабре того же года Бизо был выпущен из-под стражи. Однако остальные его коллеги были казнены вскоре после его освобождения.

## После освобождения
17 апреля 1975 года Красные Кхмеры Пол Пота вошли в Пномпень, одержав победу в многолетней гражданской войне. Как и большинство иностранцев, в тот момент Бизо находился в здании французской дипмиссии. Выступал в качестве неофициального переводчика на переговорах между полпотовцами и сотрудниками посольства. Бизо стал свидетелем многочисленных преступлений Красных Кхмеров против мирного населения, совершенных ими в первые дни своей власти. 30 апреля 1975 года Бизо покинул Камбоджу.
Бизо вернулся в Камбоджу в 2003 году. После непродолжительной встречи с Дутем, он согласился дать показания против него, став первым свидетелем на трибунале над Красными Кхмерами. По решению суда Дуть был приговорен к 35 годам лишения свободны, впоследствии срок был увеличен до пожизненного заключения.